# Velká Británie na Letních olympijských hrách 1952
Velkou Británii na Letních olympijských hrách v roce 1952 ve finských Helsinkách reprezentovalo 257 sportovců (213 mužů a 44 žen) v 18 sportovních odvětvích.

## Medailová umístění
| Medaile | Jméno | Sport         | Disciplína                         |
| ------- | --- | ------------- | ---------------------------------- |
| Zlato   | Harry Llewellyn Duggie Stewart Wilf White | Jezdectví     | Parkurové skákání - družstva       |
| Stříbro | Sheila Lerwillová | Atletika      | Ženy skok do výšky                 |
| Stříbro | Charles Currey | Jachting      | Muži třída Finn                    |
| Bronz   | McDonald Bailey | Atletika      | Muži běh na 100 m                  |
| Bronz   | John Disley | Atletika      | Muži 3000 m steeplechase           |
| Bronz   | Heather Armitageová Sylvia Cheeseman Jean Desforgesová June Foulds-Paul | Atletika      | Ženy štafeta 4 × 100 m             |
| Bronz   | Shirley Cawleyová | Atletika      | Ženy skok daleký                   |
| Bronz   | Donald Burgess George Newberry Alan Newton Ronald Stretton | Cyklistika    | Družstvo mužů 4000 m stíhací závod |
| Bronz   | Helen Gordon | Plavání       | Ženy 200 m prsa                    |
| Bronz   | Kenneth Richmond | Zápas         | muži, volný styl nad 97 kg         |
| Bronz   | Denys Carnill John Cockett John Conroy Graham Dadds Derek Day Dennis Eagan Robin Fletcher Roger Midgley Richard Norris Neil Nugent Anthony Nunn Anthony Robinson John Taylor | Pozemní hokej | Turnaj mužů                        |